# 萨摩斯的阿斯克里皮亚底斯
阿斯克里皮亚底斯 (萨摩斯)（英語：Asclepiades of Samos），（？—前300年）。希腊化时代的重要警句诗人，他对警句独有钟情，以他名字命名的音步因为他而盛行。在古希腊广为传颂，影响深远。